# ميناء أولمبيك

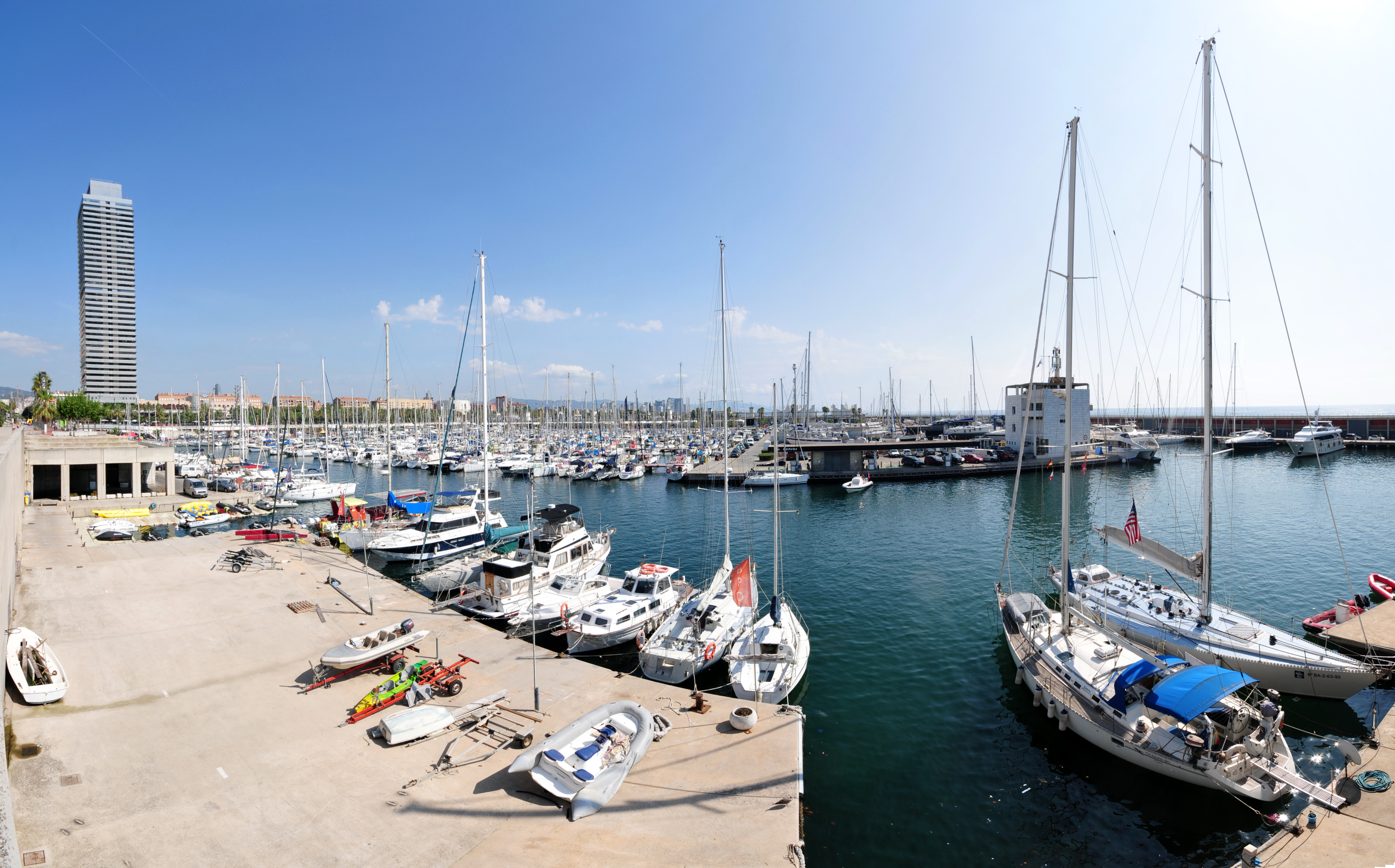
ميناء أوليمبيك

ميناء أوليمبيك ((بالإنجليزية: Olympic Harbour)‏ هو ميناء يقع في برشلونة، كاتالونيا. يقع في شرق ميناء برشلونة، وقد استضاف فعاليات الإبحار في الألعاب الأولمبية الصيفية لعام 1992 . تم تأسيس الميناء عام 1991، ثم خضع للتجديد الكامل سنة 1991.